# Nikos Wetulas
Nikolaos "Nikos" Wetulas (gr. Νικόλαος "Νίκος" Βετούλας; ur. 6 lutego 1974 w Patras) – grecki koszykarz występujący na pozycji rozgrywającego, po zakończeniu kariery sportowej trener koszykarski, obecnie trener SAM Basket Massagno.

## Osiągnięcia
Stan na 18 maja 2016, na podstawie, o ile nie zaznaczono inaczej.

### Zawodnicze
Drużynowe
- Wicemistrz Grecji (2000)
- Zdobywca Pucharu Grecji (2004)
- Uczestnik:
  - TOP 16 Euroligi (2000)
  - TOP 8 Eurocup (2004)

Indywidualne
- Lider ligi greckiej w:
  - asystach (1998, 2003)
  - przechwytach (1999, 2002)

Reprezentacja
- Uczestnik igrzysk śródziemnomorskich (1997 – 4. miejsce)

Młodzieżowe
- Uczestnik mistrzostw Europy U–22 (1996 – 6. miejsce)

### Trenerskie
- Wicemistrz II ligi greckiej (2012)
- 4. miejsce mistrzostw Grecji (2009)